# موركان
موركان هي قرية في مقاطعة لنجان، إيران. عدد سكان هذه القرية هو 1,909 في سنة 2006.